# Кузиха (Семилукский район)
Кузиха — деревня в Семилукском районе Воронежской области России. Входит в состав Лосевского сельского поселения.

## Название
По деревне был назван близлежащий остановочный пункт Кузиха, который в 2024 году был переименован в Мамончиха по более крупной деревне соседнего района. Имя Кузиха получил следующий в курском направлении остановочный пункт — 205 км.

## География
Расположена на юге муниципального района и сельского поселения. В деревне имеется одна улица — Кузиха. С севера, запада и юга окружена территориями садоводческими некоммерческими товариществами.

## История
Деревня основана в XX веке.

## Население
| 2010 |
| ---- |
| 7    |

## Инфраструктура
Личное подсобное хозяйство, индивидуальная застройка усадебного типа. Несколько СНТ.

## Транспорт
Развит железнодорожный транспорт. Три остановочных пункта: Кузиха, Мамончиха, СНТ Нива